# Elektrownia Pierzchały
Elektrownia Pierzchały – elektrownia wodna na rzece Pasłęka, w województwie warmińsko-mazurskim w pobliżu miejscowości Pierzchały.

## Historia
Elektrownia Pierzchały powstała dzięki inż. Carlowi Ziese, właścicielowi stoczni Schichau-Werke, który we współpracy z inż. Oskarem von Millerem, opracował plan elektrowni wodnej na Pasłęce, mającej zasilać w energię elektryczną powiat braniewski oraz elbląską filię zakładu Schichau-Werke.
Na dogodną lokalizację elektrowni przy Groß Tromp wskazywał Adolf Poschmann w swej pracy doktorskiej Die Siedlungen in den Kreisen Braunsberg und Heilsberg, wydanej drukiem w Braniewie w 1910. W 1912 roku opracowano plany przedsięwzięcia w tej lokalizacji oraz odkupiono od gminy Płoskinia należące do niej tereny w dolinie rzeki Pasłęki, przeznaczone do zatopienia przez spiętrzenie wody w zbiorniku zaporowym.
Prace ziemne zostały rozpoczęte w 1913 roku, przy pomocy pracowników przybyłych z Włoch. Prace wykonywano najpierw ręcznie, używając prostych narzędzi – łopat i taczek, później również przy pomocy dostarczonych z elbląskiej fabryki Schichau-Werke koparek parowych. Budowę elektrowni i zapory przerwał wybuch I wojny światowej. Następnie wznowiono prace przy pomocy jeńców z Rosji i innych ziem będących pod panowaniem caratu, w tym też Polaków. Ich liczba sięgała 566 pracowników.
Całość prac – śluzy, kanał derywacyjny i elektrownia – została zakończona w marcu 1916 roku, po czym zamknięto śluzy i jezioro zostało napełnione. Elektrownię uruchomiono w 1917 roku. Miała trzy turbiny wodne o mocy 1000 kW każda, rocznie wytwarzała ok. 12 milionów kWh prądu. Energię elektryczną do elbląskich zakładów Schichau-Werke dostarczano na pewno już przed 7 lipca 1917 roku.
Jednak dopiero po zakończeniu I wojny światowej powiat braniewski (Kreis Braunsberg) rozpoczął rozbudowę naziemnej sieci przesyłowej. Pomimo przegranej wojny jeszcze w październiku 1918 roku doprowadzono prąd do pierwszych miejscowości, samo miasto Braniewo otrzymało prąd w listopadzie 1919 roku. Następnie w latach 1919–1925 nastąpiła rozbudowa sieci przesyłowej na pozostałym terytorium powiatu braniewskiego. Niebawem okazało się, iż jedna elektrownia w Pierzchałach to za mało do zelektryfikowania całego powiatu. Przystąpiono do budowy i włączania kolejnych elektrowni do systemu.
Przez wiele lat Okręgową Elektrownią w Braniewie (Überlandzentrale des Kreises Braunsberg GmbH) zarządzał inż. Carl Pudor, dyrektor Kreisbauamtu (Powiatowego Urzędu Budowlanego) w Braniewie, który doprowadził do szybkiej rozbudowy sieci energetycznej. Do 1925 spółka wybudowała 750 km linii energetycznej i 150 stacji transformatorowych w powiecie. Była to pierwsza tego typu spółka w Prusach Wschodnich, zarządzania wzorowo, bez długów, o wielomilionowym majątku, dostarczająca w dodatku prąd po najniższych cenach w Prusach Wschodnich.
Położona z dala od miast i szlaków komunikacyjnych budowla hydrotechniczna nie uległa zniszczeniu podczas II wojny światowej. Elektrownia już jesienią 1945 wznowiła pracę, zasilając w energię elektryczną miasto Elbląg i odbudowującą się elektrownię elbląską. Aby popłynął prąd do Braniewa, trzeba było odbudować linię przesyłową. Dokonano tego przy pomocy niemieckiej ludności miasta i 31 grudnia 1945 prąd dotarł również do Braniewa.
Pierwsze pozwolenie wodno-prawne na piętrzenie i użytkowanie wód rzeki Pasłęki do celów wytwarzania energii elektrycznej zostało wydane 17 grudnia 1947 roku.
W lutym 2002 roku przeprowadzono wymianę uzwojenia generatorów w elektrowni. W latach 2014–2017 przeprowadzono kolejną modernizację. Przeniesiono nastawnię i pomieszczenia dyżurne do nowego pomieszczenia, zainstalowano nowoczesne regulatory obrotów turbin oraz regulatory napięcia, wraz z układami automatycznej synchronizacji. W budynku elektrowni zainstalowano nowe transformatory, w miejsce starej rozdzielni 10,5 kV zamontowano nowoczesną 15 kV. Wymienione zostały wszystkie kable w obwodzie pierwotnym i wtórnym, zainstalowano nowe cyfrowe zabezpieczenia podstawowej i rezerwowej linii wyprowadzenia mocy. Ponadto zmodernizowano część hydrotechniczną – kanały wylotowe i przyczółki po stronie wylotowej wody z elektrowni oraz oczyszczono płytę wypadową.
Do 31 grudnia 2030 roku koncesję (nr WEE/169/4499/W/1/2003/MW) na wytwarzanie energii elektrycznej w elektrowni wodnej „Elektrownia Pierzchały” o łącznej mocy zainstalowanej 2,64 MW (3 x 0,88 MW) ma Energa OZE S.A.

### Most Olgierda

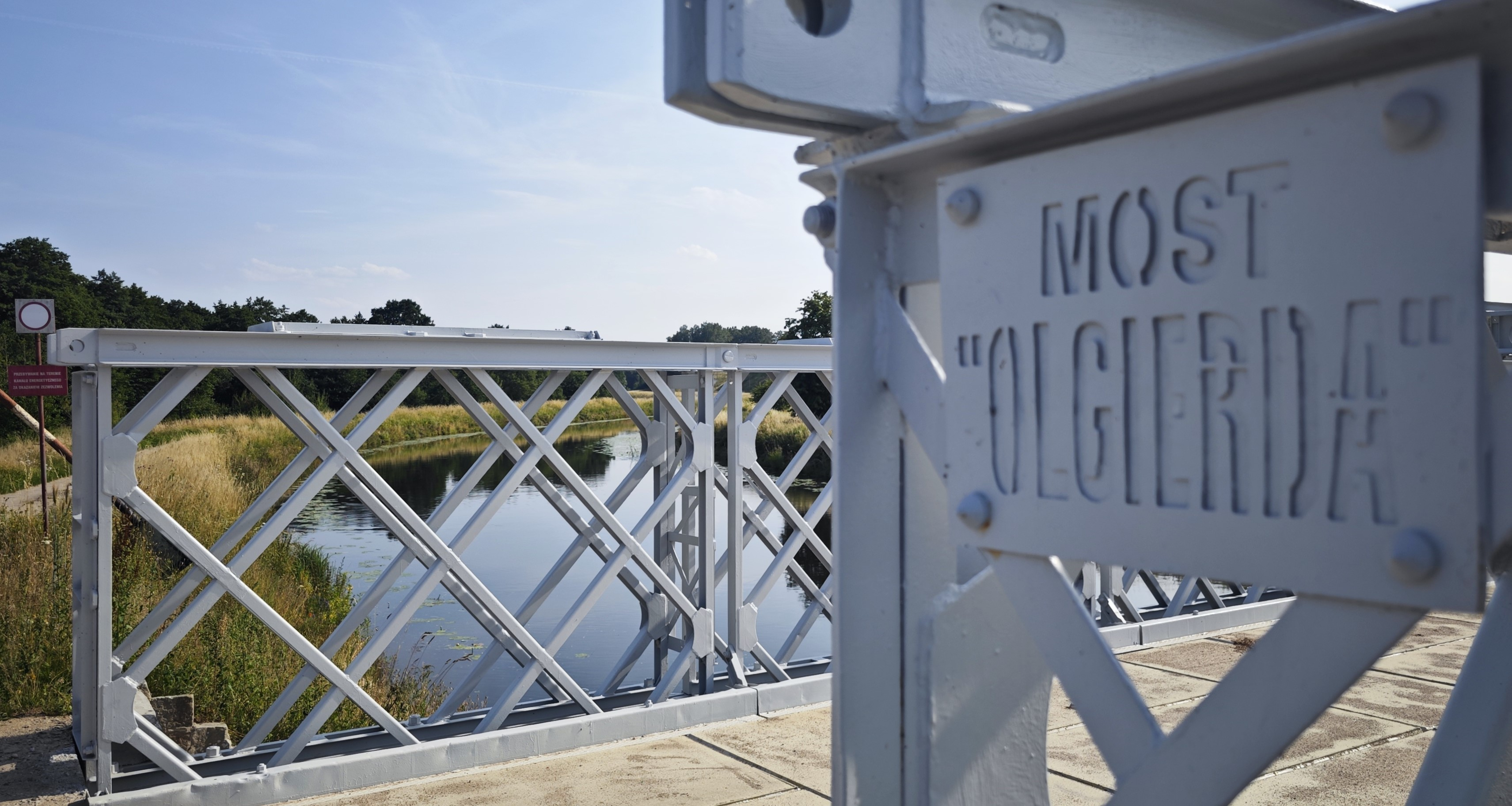
Most Olgierda (2023)

W kwietniu 1999 na kanale przy elektrowni został oddany do użytku nowy most (tzw. „Most Olgierda”), wybudowany przez saperów z 2 Mazowieckiej Brygady Saperów w Kazuniu i 9 Brygadę Kawalerii Pancernej w Braniewie, gdyż stary nie spełniał już podstawowych wymagań bezpieczeństwa. Most zbudowano w ciągu 1,5 miesiąca, jego koszt wyniósł 30 tys. ówczesnych polskich złotych. Nośność nowego mostu wynosiła 45 ton. W 2022 most został poddany konserwacji i pomalowany na biało. Obecnie (2023) znak drogowy B-18 ustawiony przed mostem informuje o zakazie wjazdu dla pojazdów o masie całkowitej powyżej 24 ton.

## Galeria

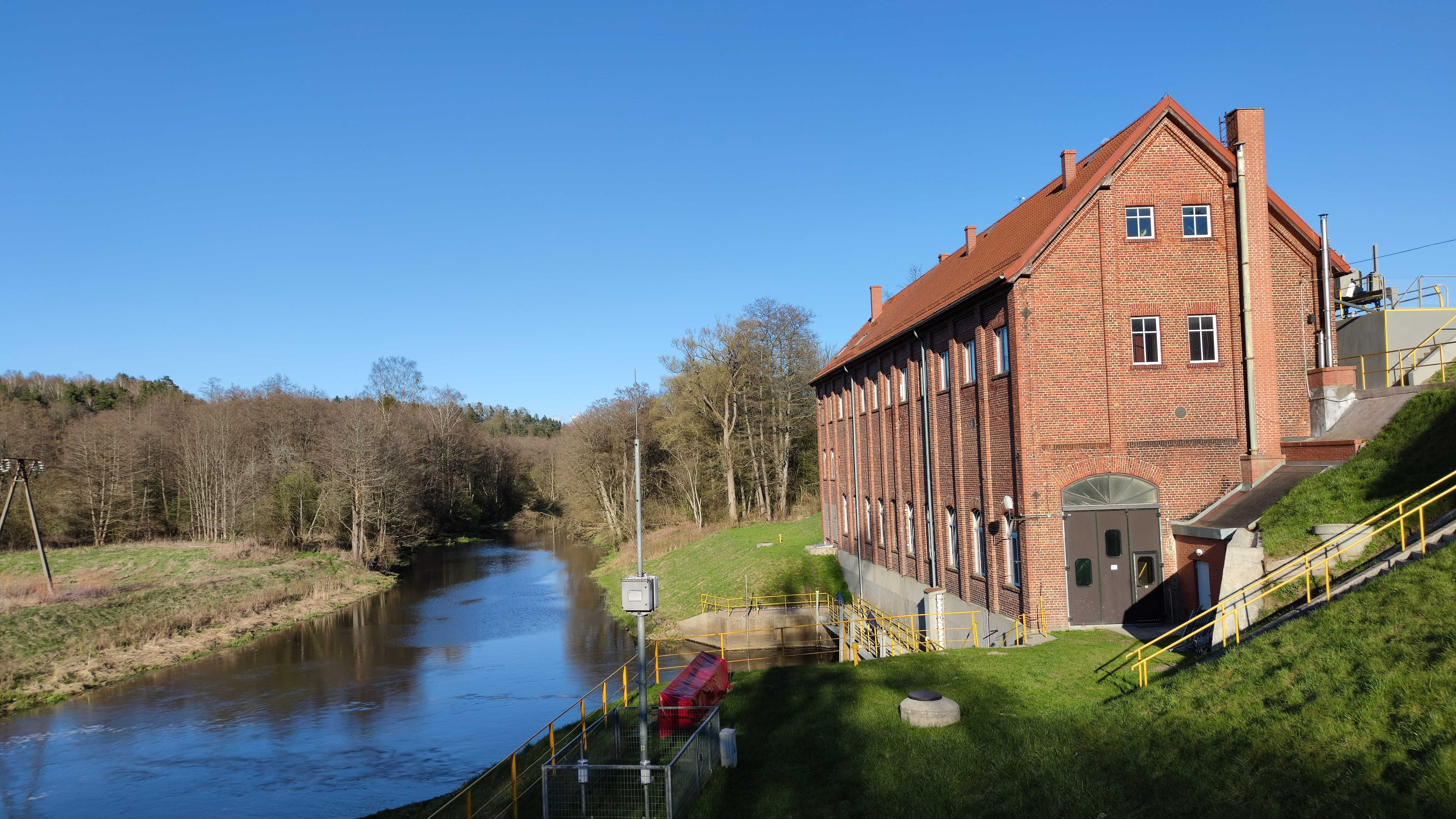
Budynek elektrowni wodnej, widok z dołu
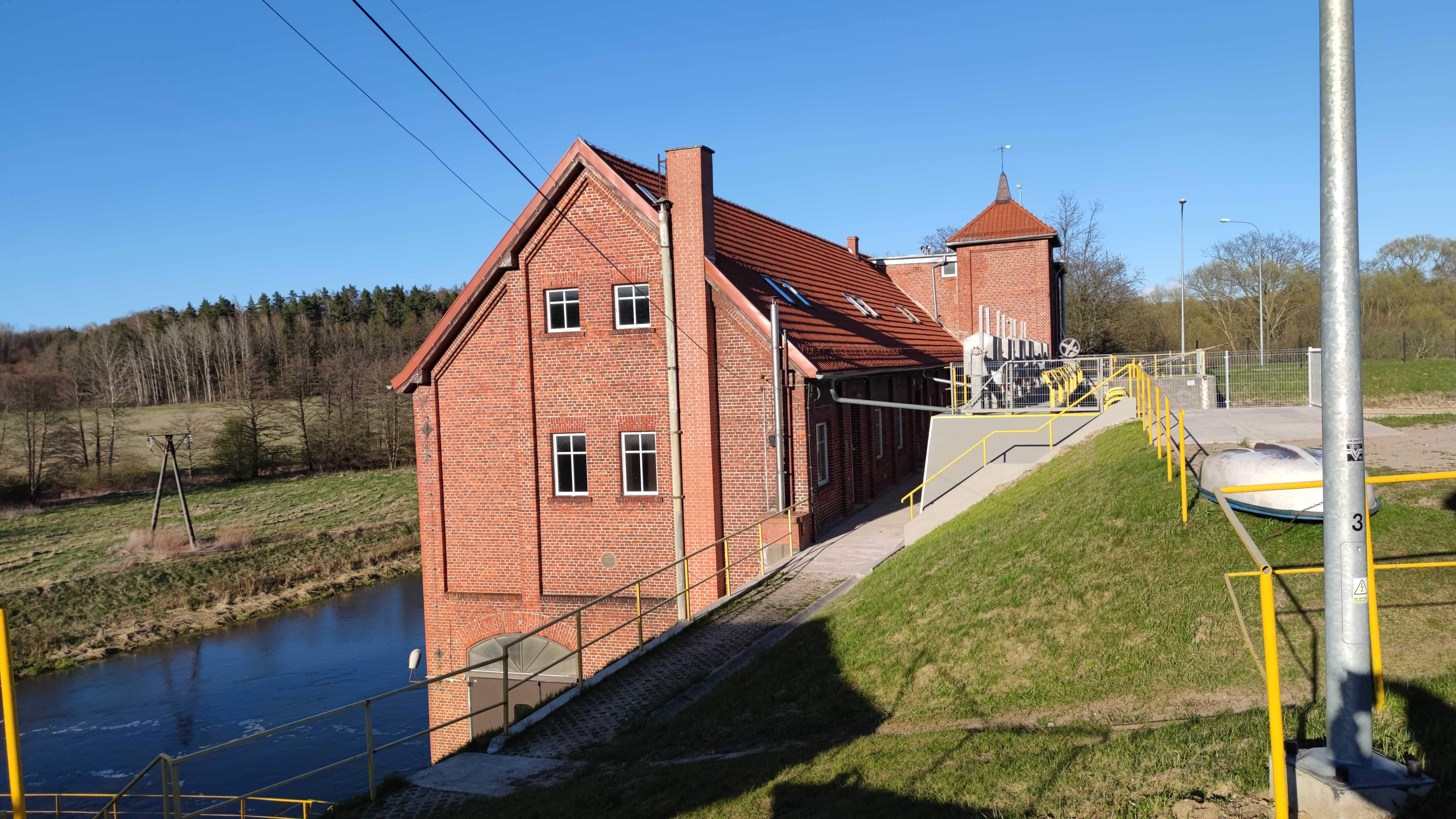
Budynek elektrowni wodnej, widok z boku
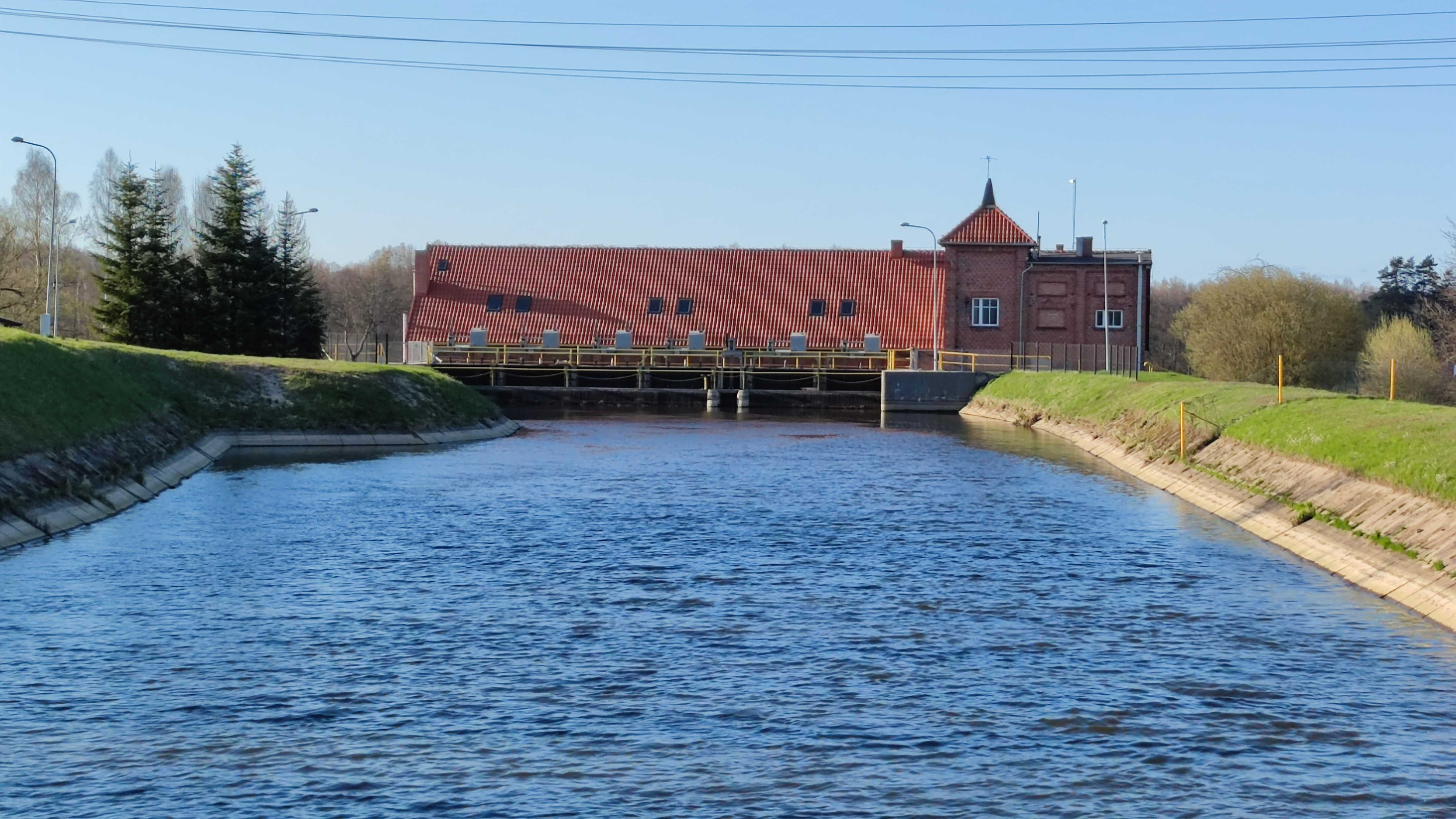
Budynek elektrowni wodnej od strony kanału energetycznego
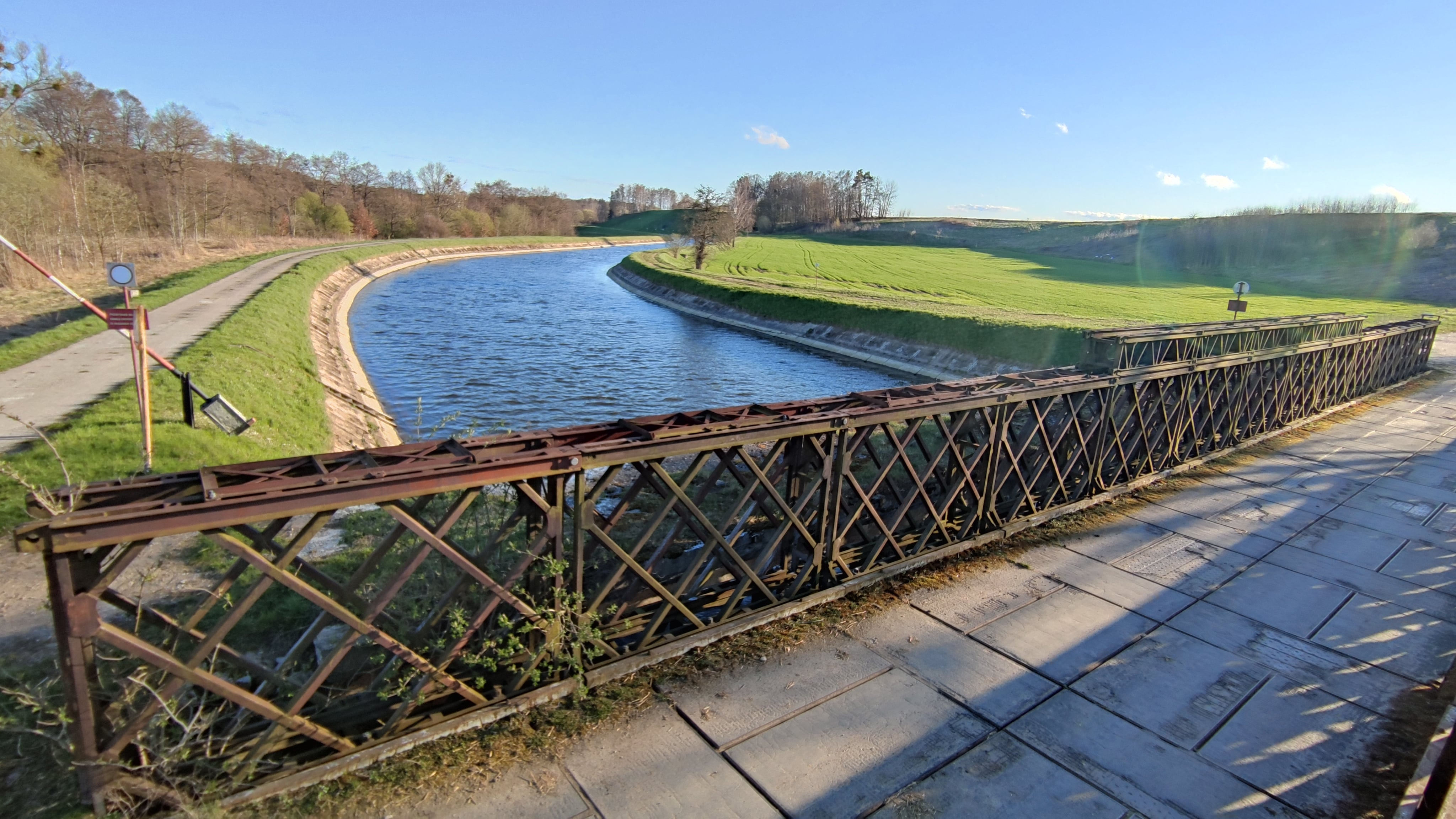
Most Olgierda na kanale energetycznym
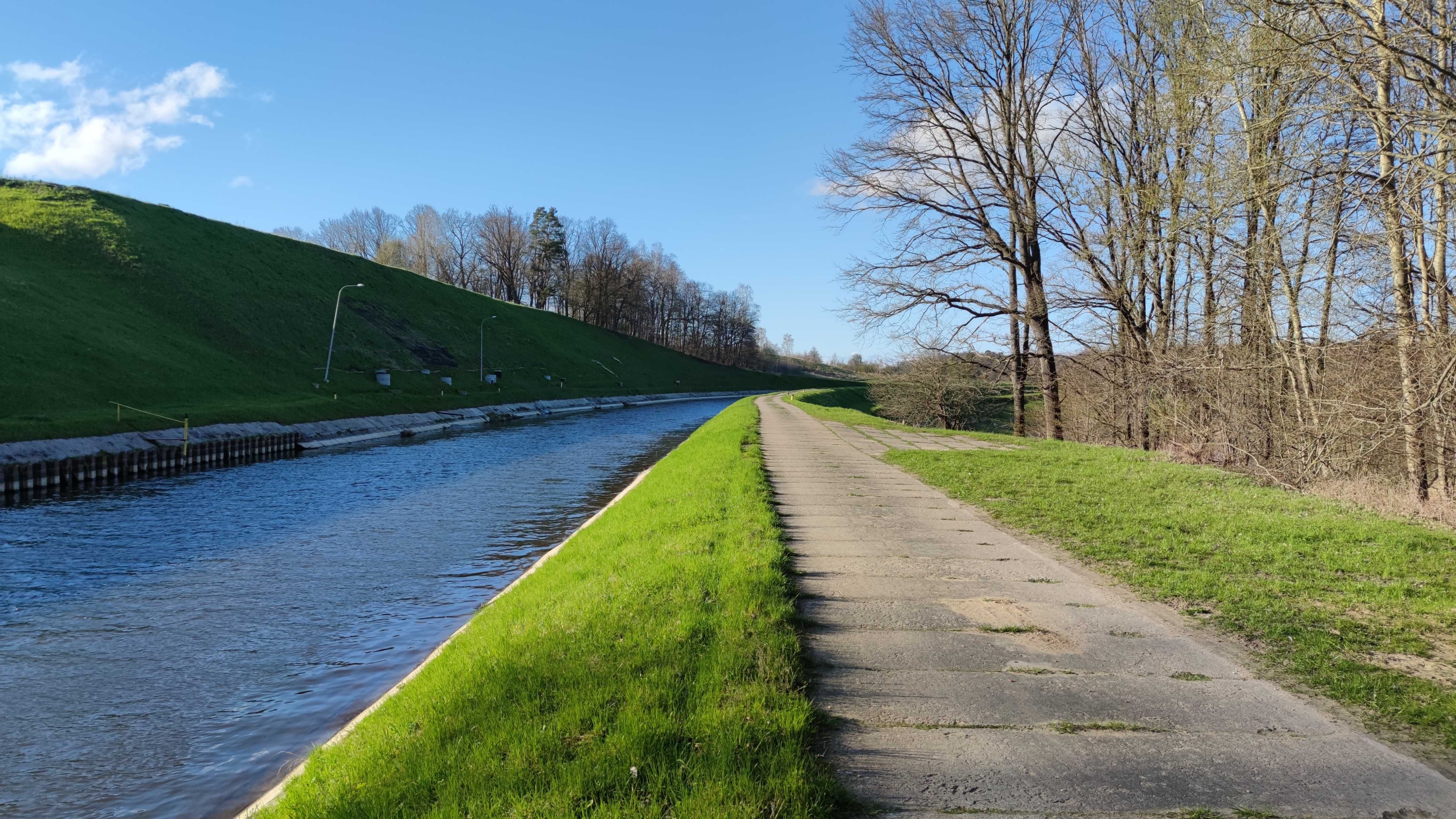
Kanał energetyczny
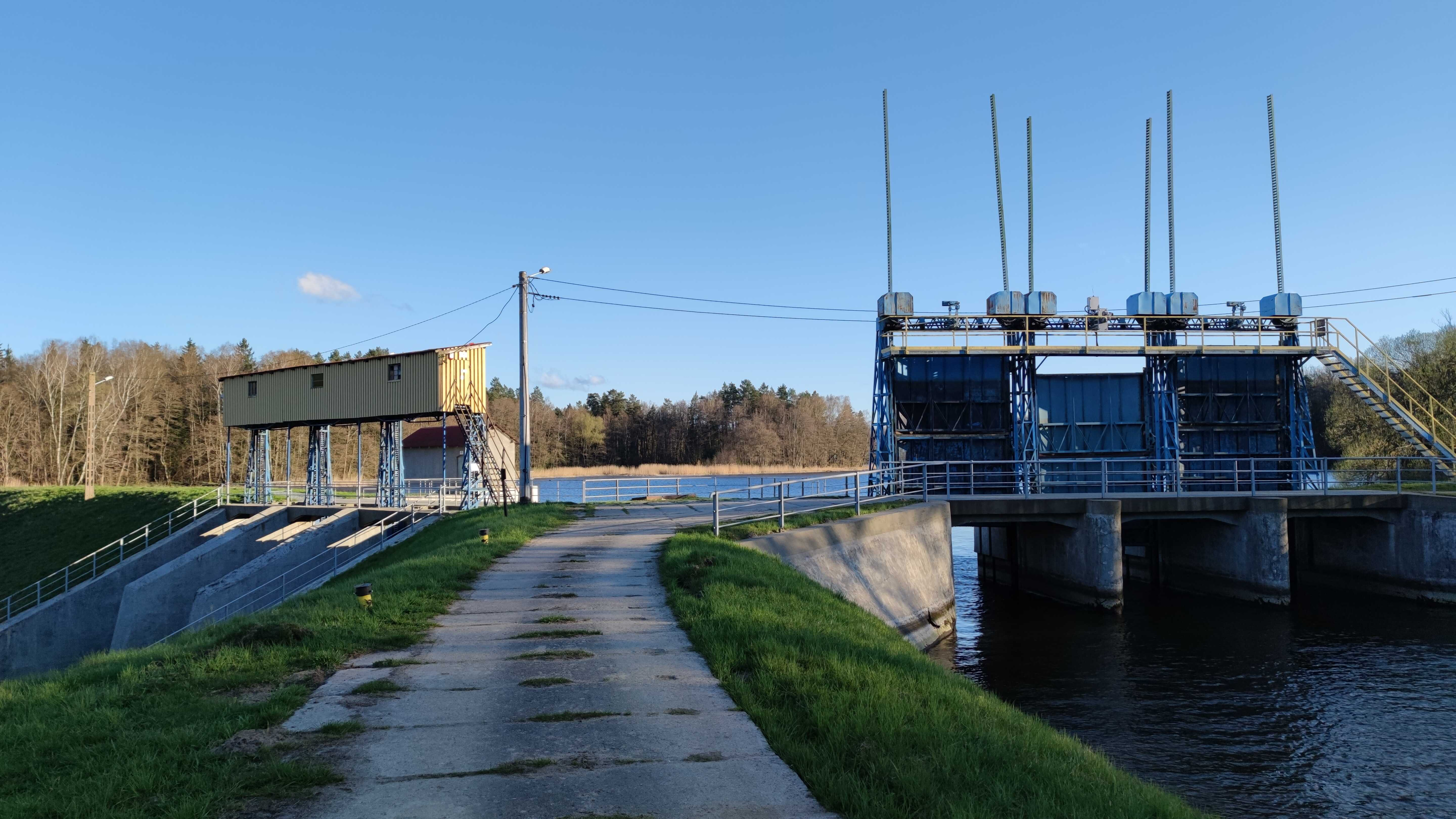
Urządzenia hydrotechniczne zamykające zbiornik wodny
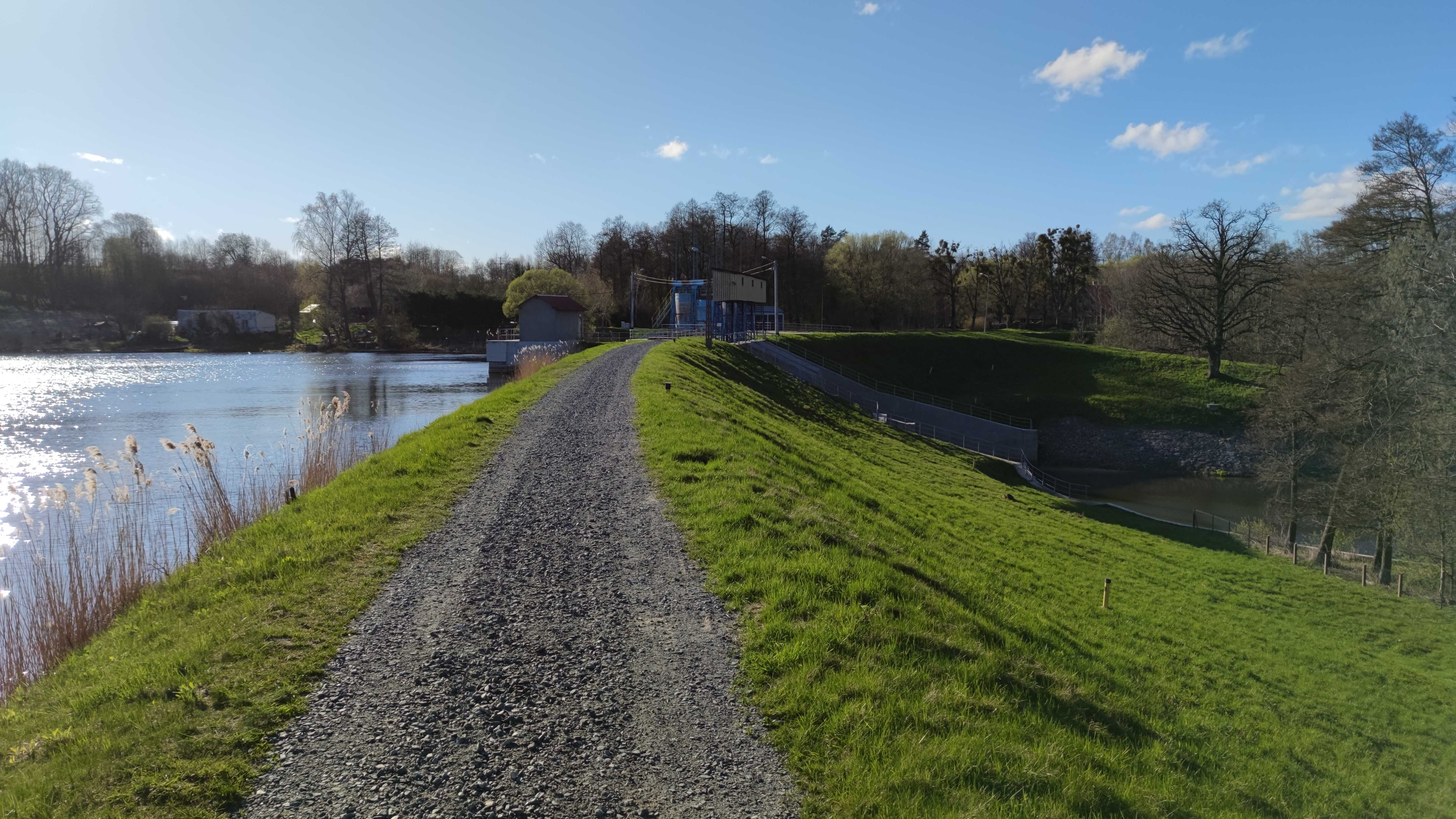
Wał spiętrzający wodę w Jeziorze Pierzchalskim
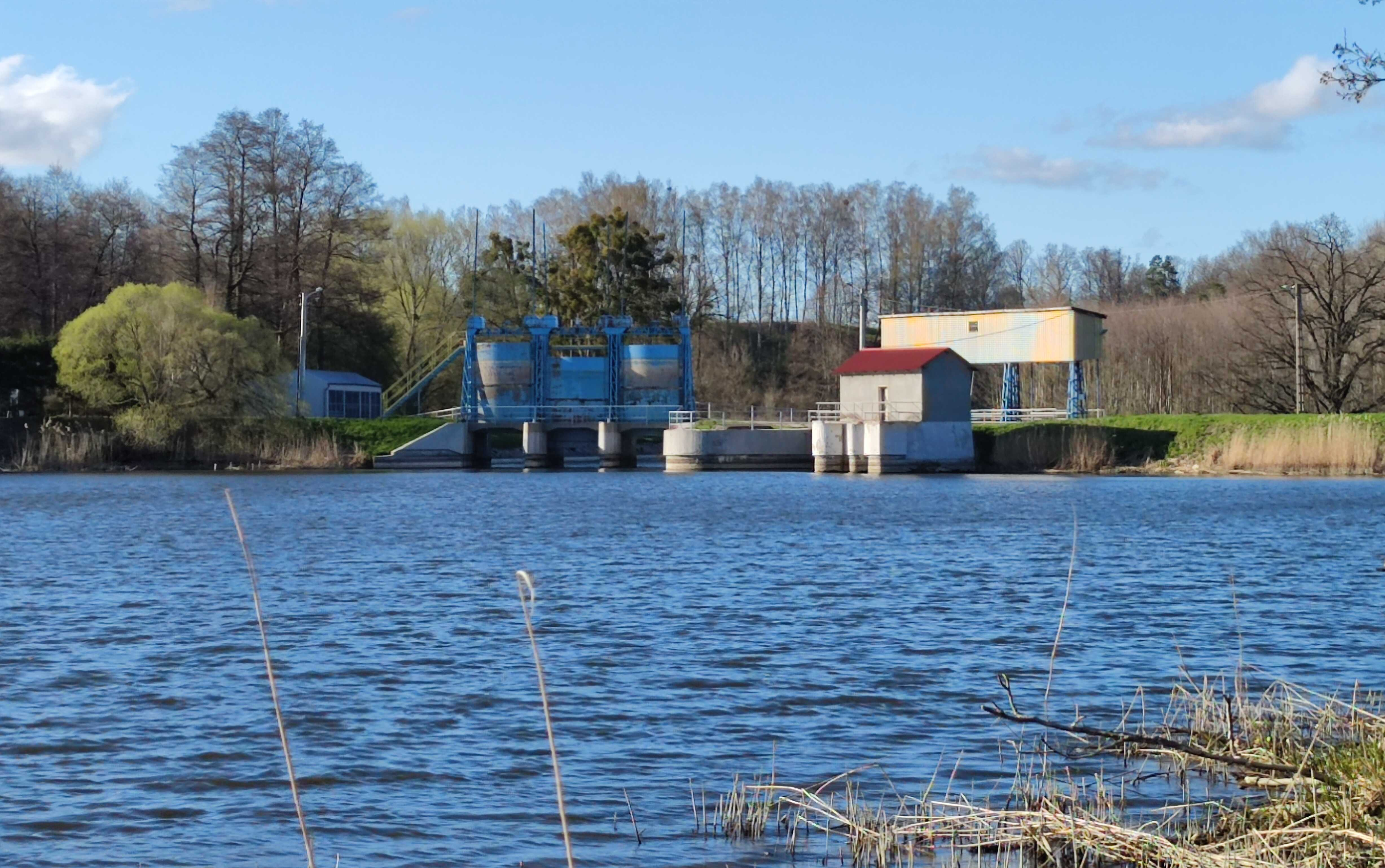
Jezioro Pierzchalskie